# Paspalum setaceum
Paspalum setaceum är en gräsart som beskrevs av André Michaux. Paspalum setaceum ingår i släktet tvillinghirser, och familjen gräs. Inga underarter finns listade i Catalogue of Life.